# La Trinité-sur-Mer
La Trinité-sur-Mer település Franciaországban, Morbihan megyében. Lakosainak száma 1837 fő (2022. január 1.). La Trinité-sur-Mer Carnac és Saint-Philibert községekkel határos.

## Népesség
A település népességének változása:
| Lakosok száma | 1530 | 1477 | 1433 | 1531 | 1642 | 1623 | 1610 | 1622 | 1698 | 1837 |
|               | 1968 | 1982 | 1990 | 2006 | 2013 | 2015 | 2017 | 2019 | 2020 | 2022 |